# Sid Smith
Sid Smith (ur. 11 lipca 1925 w Toronto, zm. 29 kwietnia 2004 w Wasaga Beach, Ontario) – kanadyjski hokeista.
W latach 1946–1958 występował w barwach drużyny Toronto Maple Leafs (1955–1956 był kapitanem zespołu); trzykrotnie razem z drużyną sięgał po Puchar Stanleya.
Cieszył się opinią zawodnika stosującego w grze zasady sportowe, 1951 i 1952 otrzymywał Lady Byng Memorial Trophy, nagrodę przyznawaną w lidze NHL za postawę dżentelmeńską.